# Catedral de San Buenaventura (Cuautitlán)
La catedral de San Buenaventura, comúnmente conocida como catedral de Cuautitlán, es un templo católico, parte del conjunto conventual del mismo nombre en el Municipio de Cuautitlán, Estado de México. Fue designada como catedral el 5 de febrero de 1979 con la erección de la Diócesis de Cuautitlán.

## Historia
Cuautitlán siendo una encomienda de Alonso de Ávila (general de Cortés) desde 1522, fue de los poblados por los que comenzó la evangelización tras la llegada de los 12 apóstoles franciscanos a Veracruz el 14 de mayo de 1524, como lo menciona fray Jerónimo de Mendieta en su Historia Eclesiástica Indiana, donde dice que Cuautitlán y Tepotzotlán fueron los dos primeros pueblos visitados por los evangelizadores. Estos arribaron a Cuautitlán el 14 de julio del mismo año, eligiendo a este poblado como residencia dado su estatus político y lo cuantiosa de su población.
El 15 de noviembre de 1754 por decreto del superior Gobierno y del provincial franciscano, el conjunto conventual pasó a manos del clero regular junto con la Catedral de Corpus Christi de Tlalnepantla, siendo su primer párroco secular el bachillerManuel Vicente Serrato. Con la creación de la diócesis cuautitlanense el 5 de febrero de 1979 el templo-conjunto conventual de San Buenaventura se convirtió en la catedral de Cuautitlán.

## Construcción
El conjunto conventual actual es el resultado de un largo proceso de construcción y remodelación que puede dividirse en 3 periodos nombrados como primer conjunto conventual, segundo o actual conjunto conventual y por último, el templo de la Tercera Orden.

### Primer conjunto conventual
El complejo lleva el nombre de San Buenaventura por el santoral en el día de la primera visita de los primeros frailes en 1524, pero es hasta 1532 cuando de inicia la construcción planificada de lo que fue el primer templo y monasterio franciscano en Cuautitlán, siendo fray Alonso de Herrera, el primer guardián y fray Alonso de Guadalupe el primer conventual.
La razón del inicio de la construcción está en la Real Cédula a Gil González de Benavides, hermano de Alonso de Ávila,  de parte de la reina de España, María Cristina de Borbón-Dos Sicilias en 1530, solicitando la construcción de un monasterio. No quedan restos del primer templo, pues sobre su eje fue construido el segundo y actual catedral de Cuautitlán, y el terreno ocupado por el primer monasterio fue ocupado en parte por el templo de la Tercera Orden y la capilla de la Inmaculada Concepción.

### Segundo conjunto conventual
Es que es visible al costado derecho del templo actual, en donde hoy en día se encuentra la sala capitular, las oficinas parroquiales espacios destinados a la residencia. La catedral también es considerada parte de esta etapa, que inicia en el 1655 con la llegada de Fray Manuel Cabrera como guardián del Monasterio superintendente general de las obras de desagüe de la Ciudad de México (1665 – 1691), a quien por su preparación se le atribuye el diseño e inicio de la construcción del templo actual no fue terminado hasta 1732 según la inscripción en lo alto del ábside, coincidiendo con la ubicación y orientación del primer templo el cual fue demolido para darle paso.
Este segundo conjunto conventual, recibió poco o nulo mantenimiento durante el resto del sigo, por lo que en 1804 el párroco José Antonio Frera hizo una compostura de la bóveda, dado su estado ruinoso. En 1838 el Párroco Manuel Negrete nuevamente realizó trabajos de impermeabilización en la bóveda y construyó el segundo cuerpo de la torre.

### Templo de la Tercera Orden
Son las ruinas que actualmente se aprecian al costado izquierdo de la catedral, separándolas la capilla de la Inmaculada Concepción y el columbario. El templo dedicado a San Francisco fue terminado hacia la mitad del siglo XVII, y contaba con un techo de alfaraje de dos aguas, y una disposición de cruz latina. El templo alojó al culto hasta finales del siglo XVIII, cuando fue parcialmente desmantelado para aprovechar las pilastras y piedras labradas de su interior en favor de la construcción entre 1800 y 1810 del segundo templo dedicado a la quinta aparición de la Virgen de Guadalupe, en el barrio de Santa María Tlayacac.
Se sabe que en interior estaba la pila bautismal que se encuentra en el baptisterio actual.

## Descripción de la catedral
La catedral de Cuautitlán es una iglesia de planta de cruz latina, de proporciones elevadas, una nave con crucero de columnas barrocas entableradas. La fachada es de 2 cuerpos con remate, flanqueada por pares de columnas a cada lado, de estilo barroco-neoclásico, la torre es de 2 cuerpos, siguiendo el estilo barroco de la fachada, y rematada en su segundo cuerpo con estilo neoclásico con capitel piramidal curvo, que aloja a las 10 campanas con las que cuenta la catedral dividida en 2 pisos. Cuenta con una cúpula de media naranja de base octagonal y ocho gajos.

### Altar

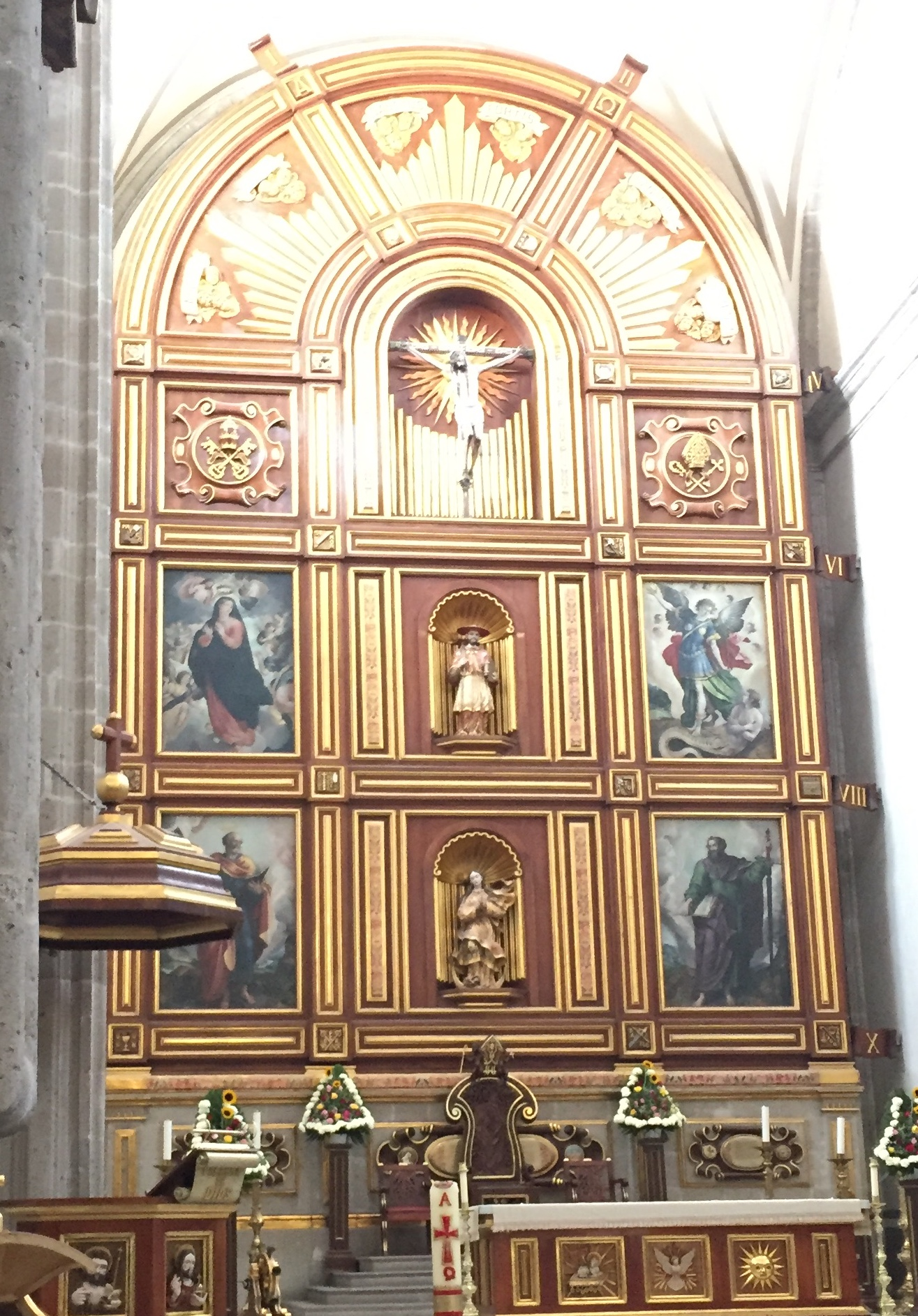
Retablo principal la catedral, fotografiado en 2018.

Originalmente la catedral estaba ricamente adornada con retablos laterales todos de estilo churrigueresco dedicados a Nuestra Señora de Guadalupe, Nuestra Señora de la Soledad, San Francisco, La señora de la Piedad, el Santo Ecce Homo, San Antonio, y de la Purísima Concepción.
El altar principal junto con los laterales fueros desmantelados en 1901 por el ímpetu innovador del encargado del templo José G. Huitrón quien dispuso que fuesen retirados y cortados para poder ser trasladados y reubicados en San Martin Tepetlixpan, Santiago Tepalcapa y San Francisco Magú.
Se dio paso a un ciprés de estilo neoclásico, el cual fue demolido del 26 de abril al 2 de mayo de 1969. El Retablo Marco actual fue empezado en 1988 y bendecido el 25 de abril de 1997, aniversario de la diócesis, con una altura de más de tiene 16 metros y ocupando en su totalidad el ábside, fue diseñado por el arquitecto Manuel González Galván, con la finalidad de exponer los cuatro cuadros que componen el tesoro artístico de la catedral. Está realizado en madera de cedro con detalles dorados.

### Pinturas
En el retablo marco de observan cuatro lienzos sobre tabla del siglo XVI atribuidos anteriormente al pintor Flamenco Martín de Vos, digna de resaltarse es la ubicada de lado derecho superior, llamada San Miguel luchando con el diablo ya que de las ocho pinturas atribuibles al pintor que existen en México, ésta es la única que está firmada con fecha 1581 y restaurada en 1969 por Arturo Díaz Martínez.
Las cuatro pinturas, San Pedro y la Coronación de la Virgen del lado izquierdo, y San Pablo y San Miguel Arcángel del derecho, son un patrimonio que ha sido objeto de numerosos estudios, y son referencia del arte colonial en la Nueva España. 
Un estudio realizado en 2013 por Elsa Arroyo Lemus, haciendo uso de herramientas tecnológicas como fotografía especializada y microscopía dio por conclusión que la Coronación de la Virgen no fue obra del artista Martín de Voz, así mismo se confirmó a las otras dos no firmadas como labor del pintor flamenco.

## Capilla de la Inmaculada Concepción
Se sitúa en un lugar que ocupó el primer conjunto conventual, entre la catedral y templo de la tercera orden, terminada antes de la finalización de la Catedral, la construcción fue financiada por Don Agustín de Carranza y terminada en 1727, mientras que Doña Adriana Rodríguez fue quien pagó el retablo finalizado en 1729. Por ello la entrada original la apreciamos al costado de la torre del campanario, siento de un solo cuerpo, con arco clausurado y un entablamento coronado por frontón curvo roto, esta entrada fue clausurada para dar entrada a la capilla desde el interior del nuevo templo. Su retablo exhibe pinturas de San Miguel, Santo Domingo de Guzmán, San Francisco y al centro una reproducción parcial de los Desposorios de la Virgen María y San José hecha por Rafael Sanzio, que ese encuentra en la Pinacoteca de Brera de Milán.

## Cruz atrial

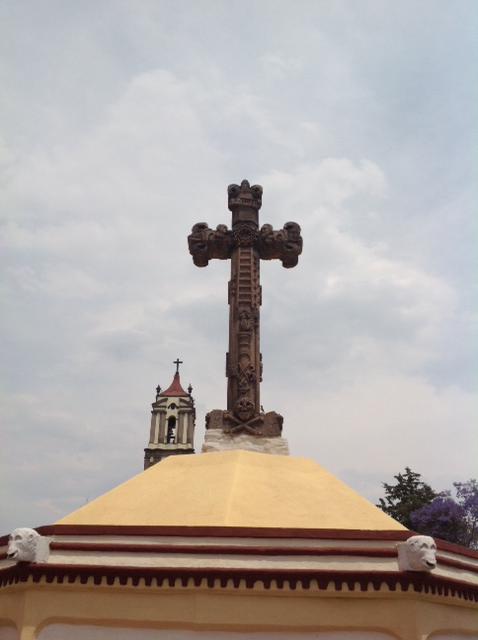
La cruz atrial es de piedra de una sola pieza, labrada con los símbolos de la Pasión y con flores ornamentales. Deja ver al fondo la torre de la catedral de Cuautitlán

El 25 de agosto de 1555 se colocó la monumental cruz atrial en el eje del primer templo, Es la cruz atrial más alta de México y quizá la más importante por su estado de conservación y compitiendo el belleza con la de Acolman y Huichapan. La cruz tiene un altura de 4.48 metros, está tallada en cantera y se erige sobre una base octagonal de 3 metros de altura con columnas salomónicas en cada uno de sus ocho lados y la cruz en sí está rematada elegantemente por flores de Lis en cada extremo.
El atrio original, tenía una longitud de 133 metros y un ancho de 146 metros, el cual fue dividido para crear un espacio público, de modo que actualmente el atrio tiene 44.7 m de largo y 135.5 de ancho, circundado por rejas de acero alternadas con pilastras de remate piramidal y 3 accesos, uno central formado por 2 arcos de medio punto y una en cada extremo lateral. Así mismo en el vértice noreste de dicha reja se encuentra una réplica de la cruz atrial.
Dentro de la parte del atrio que paso a formar El jardín de la Cruz se encuentra la cruz atrial de Cuautitlán que le da su nombre.